# Worskła Połtawa
Futbolnyj Kłub „Worskła” Połtawa (ukr. Футбольний клуб «Ворскла» Полтава) – ukraiński klub piłkarski z siedzibą w Połtawie, występujący od sezonu 2025/26 w rozgrywkach ukraińskiej Perszej-lihi. Założony w roku 1955 jako Kołhospnyk.

## Historia
Chronologia nazw:
- 5 stycznia 1955: Kołhospnyk Połtawa (ukr. ФК «Колгоспник» Полтава)
- 1965: Kołos Połtawa (ukr. ФК «Колос» Полтава)
- 1968: Silbud Połtawa (ukr. ФК «Сільбуд» Полтава)
- 1969: Budiwelnyk Połtawa (ukr. ФК «Будівельник» Полтава)
- 1973: Kołos Połtawa (ukr. ФК «Колос» Полтава)
- 1982: klub rozwiązano
- luty 1984: Worskła Połtawa (ukr. ФК «Ворскла» Полтава)
- 2003: Worskła-Naftohaz Połtawa (ukr. ФК «Ворскла-Нафтогаз» Полтава)
- 2005: Worskła Połtawa (ukr. ФК «Ворскла» Полтава)

5 stycznia 1955 roku w Połtawie z inicjatywy pierwszego sekretarza komitetu obwodowego Komunistycznej Partii Ukrainy Michaiła Stachurskiego założono klub piłkarski, który bronił barw DSO „Kołhospnyk” (ros. Kołchoznik). Pierwsze oficjalne mecze młody skład z Połtawy rozegrał w 1955 roku, w ramach mistrzostw Ukraińskiej SRR klubów amatorskich, a w następnym roku Kołchoznik zdobył swoje pierwsze trofeum, branżowy Puchar ZSRR. W 1957 roku zespół uzyskał prawo występowania w klasie B (druga liga krajowa), w strefie zachodniej, gdzie spędził 11 sezonów. W 1965 roku zespół zmienił nazwę na „Kolos”. W sezonie 1968 połtawczanie startowali w drugiej grupie klasy „B” pod nową nazwą „Silbud” (ros. Sielstroj), ale już w następnym roku to niecodzienne miano zmienili na pospolity w tamtych czasach „Budiwelnyk” (ros. Stroitiel). Po reorganizacji rozgrywek piłkarskich w ZSRR w 1971 roku zespół z Połtawy został relegowany do trzeciej ligi, gdzie bez większych sukcesów występował przez 12 sezonów. W 1982 roku „Kolos” zajął ostatnie miejsce w strefie ukraińskiej trzeciej ligi (zwanej wtedy „druga liga, вторая лига”) i po zakończeniu sezonu został rozwiązany.
Na początku 1984 roku główny klub obwodu został przywrócony do życia pod nową nazwą „Worskła”. Nowa drużyna zaczynała od początku, od ukraińskich niskich klas rozgrywkowych i po trzech sezonach awansowała z powrotem do drugiej ligi mistrzostw ZSRR. W 1988 roku Worskła zajęła drugie miejsce w szóstej grupie, ustępując tylko Bukowinie Czerniowce, jednak nie zdołała awansować do pierwszej ligi (druga dywizja). Po rozpadzie ZSRR Ukraina założyła własną federację piłkarską i zaczęła prowadzić własne mistrzostwa piłkarskie. Po wydarzeniach z 1991 roku Worskła trafiła do Pierwszej Ligi (druga liga), gdzie grała przez pięć sezonów. W sezonie 1995/1996 zdobyła rekordową liczbę 103 punktów, zajęła pierwsze miejsce i awansowała do Wyższej Ligi, gdzie od razu zdobył brązowy medal (1997) i zakwalifikowała się do europejskich pucharów. Ostatnie 7 sezonów klub grał cały czas w najwyższej klasie rozgrywkowej. W latach 90. Worskła trzy raz występowała w pucharach, dwa razy w rozgrywkach Pucharu UEFA (w 1997 i 1999 roku), jednak tyleż samo razy odpadała w drugiej rundzie, najpierw z Anderlechtem, zaś dwa lata później z Boavistą Porto. Raz klub brał udział w rozgrywkach o Puchar Intertoto.
W sezonach 1996/1997 oraz 2017/2018 zajął trzecie miejsce w lidze, co było do tej pory, jego najlepszym wynikiem. W sezonie 2008/2009 klub sięgnął po Puchar Ukrainy, co stanowi największy sukces w historii klubu.

## Barwy klubowe, strój, herb, hymn
|  |  |

Klub ma barwy zielono-białe. Piłkarze domowe spotkania zazwyczaj grają w białych koszulkach, białych spodenkach oraz białych getrach.

## Sukcesy

### Trofea międzynarodowe
| \| \| Zdobyte trofea w rozgrywkach międzynarodowych (stan na: 31-05-2023) \| |                                                                     |      |                  |
| Rozgrywki                                                                    | Osiągnięcie                                                         | Razy | Sezon(y)         |
| · Liga Europy · (Puchar UEFA)                                                | zdobywca                                                            | 0    |                  |
| · Liga Europy · (Puchar UEFA)                                                | finalista                                                           | 0    |                  |
| · Liga Europy · (Puchar UEFA)                                                | faza grupowa                                                        | 2    | 2011/12, 2018/19 |
| · Liga Konferencji                                                           | zdobywca                                                            | 0    |                  |
| · Liga Konferencji                                                           | finalista                                                           | 0    |                  |
| · Liga Konferencji                                                           | 2.runda kw.                                                         | 1    | 2021/22          |
| FIFA                                                                         | Zdobyte trofea w rozgrywkach międzynarodowych (stan na: 31-05-2023) |      |                  |

### Trofea krajowe
Ukraina
| \| \| Zdobyte trofea w rozgrywkach Ukrainy (stan na: 15-05-2024) \| |                                                            |      |                  |
| Rozgrywki                                                           | Osiągnięcie                                                | Razy | Sezon(y)         |
| · Mistrzostwo                                                       | I miejsce                                                  | 0    |                  |
| · Mistrzostwo                                                       | II miejsce                                                 | 0    |                  |
| · Mistrzostwo                                                       | III miejsce                                                | 2    | 1996/97, 2017/18 |
| Puchar                                                              | zdobywca                                                   | 1    | 2008/09          |
| Puchar                                                              | finalista                                                  | 2    | 2019/20, 2023/24 |
| · Superpuchar                                                       | zdobywca                                                   | 0    |                  |
| · Superpuchar                                                       | finalista                                                  | 1    | 2009             |
| II liga                                                             | I miejsce                                                  | 1    | 1995/96          |
| II liga                                                             | II miejsce                                                 | 0    |                  |
| II liga                                                             | III miejsce                                                | 0    |                  |
| Ukraina                                                             | Zdobyte trofea w rozgrywkach Ukrainy (stan na: 15-05-2024) |      |                  |

ZSRR
| \| \| Zdobyte trofea w rozgrywkach Związku Radzieckiego (stan na: 1-01-1992) \| |                                                                        |      |                   |
| Rozgrywki                                                                       | Osiągnięcie                                                            | Razy | Sezon(y)          |
| Mistrzostwo                                                                     | I miejsce                                                              | 0    |                   |
| Mistrzostwo                                                                     | II miejsce                                                             | 0    |                   |
| Mistrzostwo                                                                     | III miejsce                                                            | 0    |                   |
| Puchar                                                                          | zdobywca                                                               | 0    |                   |
| Puchar                                                                          | finalista                                                              | 0    |                   |
| Puchar                                                                          | 1/16 finału                                                            | 1    | 1989/90           |
| II liga                                                                         | I miejsce                                                              | 0    |                   |
| II liga                                                                         | II miejsce                                                             | 0    |                   |
| II liga                                                                         | III miejsce                                                            | 0    |                   |
| II liga                                                                         | 5 miejsce                                                              | 1    | 1968 (1 podgrupa) |
|                                                                                 | Zdobyte trofea w rozgrywkach Związku Radzieckiego (stan na: 1-01-1992) |      |                   |

- Wtoraja liga (D3):
  - wicemistrz (1x): 1988 (zona 6)

### Inne trofea
- Mistrzostwo Ukraińskiej SRR:
  - mistrz (1x): 1986
  - brązowy medalista (1x): 1985

- Puchar Ukraińskiej SRR:
  - zdobywca (1x): 1956
  - finalista (1x): 1957

## Poszczególne sezony

### Rozgrywki międzynarodowe

#### Europejskie puchary
Legenda do wszystkich tabel:
- Q – runda eliminacyjna, 1/16, 1/8, 1/4, 1/2 – odpowiednia faza rozgrywek, Grupa – runda grupowa, 1r gr – pierwsza runda grupowa, 2r gr – druga runda grupowa, F – finał, R – runda, PO – play-off
- k. – rzuty karne, los. – losowanie, Dogr. – dogrywka, w. – zasada bramek strzelonych na wyjeździe

| Sezon   | Rozgrywki               | Runda   | Przeciwnik         | Dom | Wyjazd | Ogólnie        |
| ------- | ----------------------- | ------- | ------------------ | --- | ------ | -------------- |
| 1997/98 | Puchar UEFA             | 1Q      | Torpedo Ryga       | 2–1 | 3–1    | 5–2            |
| 1997/98 | Puchar UEFA             | 2Q      | RSC Anderlecht     | 0–2 | 0–2    | 0–4            |
| 2000/01 | Puchar UEFA             | 1Q      | Rabotniczki        | 2–0 | 2–0    | 4–0            |
| 2000/01 | Puchar UEFA             | 1R      | Boavista FC        | 1–2 | 1–2    | 2–4            |
| 2009/10 | Liga Europy             | PO      | SL Benfica         | 2–1 | 0–4    | 2–5            |
| 2011/12 | Liga Europy             | 2Q      | Glentoran          | 3–0 | 2–0    | 5–0            |
| 2011/12 | Liga Europy             | 3Q      | Sligo Rovers       | 0–0 | 2–0    | 2–0            |
| 2011/12 | Liga Europy             | PO      | Dinamo Bukareszt   | 2–1 | 3–2    | 5–3            |
| 2011/12 | Liga Europy             | Grupa B | Hannover 96        | 1–2 | 1–3    | 4. miejsce     |
| 2011/12 | Liga Europy             | Grupa B | Standard Liège     | 1–3 | 0–0    | 4. miejsce     |
| 2011/12 | Liga Europy             | Grupa B | FC København       | 1–1 | 0–1    | 4. miejsce     |
| 2015/16 | Liga Europy             | 3Q      | Žilina             | 3–1 | 0–2    | 3–3, Dogr., w. |
| 2016/17 | Liga Europy             | 3Q      | Lokomotiva         | 2–3 | 0–0    | 2–3            |
| 2018/19 | Liga Europy             | Grupa E | Arsenal            | 0–3 | 2–4    | 3. miejsce     |
| 2018/19 | Liga Europy             | Grupa E | Sporting CP        | 1–2 | 0–3    | 3. miejsce     |
| 2018/19 | Liga Europy             | Grupa E | Qarabağ Ağdam      | 0–1 | 1–0    | 3. miejsce     |
| 2021/22 | Liga Konferencji Europy | 2Q      | Kuopion Palloseura | 2–3 | 2–2    | 4–5, Dogr.     |
| 2022/23 | Liga Konferencji Europy | 2Q      | AIK                | 3–2 | 0–2    | 3–4, Dogr.     |
| 2023/24 | Liga Konferencji Europy | 2Q      | Dila Gori          | 2–1 | 1–3    | 3–4            |

### Rozgrywki krajowe
ZSRR
| \| \| Bilans występów klubu w rozgrywkach piłkarskich Związku Radzieckiego (Stan na 31 grudnia 1991 r.) \| | |        |       |   |   |   |    |    |     |                                 |        |        |      |
| Poziom | Rozgrywki                                                                                                | Sezony | Mecze | Z | R | P | B+ | B– | Pkt | Lata                            | Awanse | Spadki | Naj. |
| I | Gruppa A / Pierwaja gruppa / Klass A / Wysszaja gruppa A / Wysszaja liga                                 | 0      |       |   |   |   |    |    |     |                                 | 0      | 0      |      |
| II | Gruppa B / Wtoraja gruppa / Klass B / Klass A, wtoraja gruppa / Klass A, pierwaja gruppa / Pierwaja liga | 8      |       |   |   |   |    |    |     | 1957–1962, 1968–1969            | 0      | 2      | 5    |
| III | Gruppa W / Trietja gruppa / Klass B / Klass A, wtoraja gruppa / Wtoraja liga                             | 23     |       |   |   |   |    |    |     | 1963–1967, 1970–1982, 1987–1991 | 1      | 1      | 2    |
| IV | Gruppa G / Klass B / Wtoraja nizszaja liga                                                               | 0      |       |   |   |   |    |    |     |                                 | 0      | 0      |      |
| | Puchar ZSRR                                                                                              | 16     |       |   |   |   |    |    |     | 1938, 1957–1970, 1989–1991      | 0      | 0      | 1/16 |
| | Bilans występów klubu w rozgrywkach piłkarskich Związku Radzieckiego (Stan na 31 grudnia 1991 r.)        |        |       |   |   |   |    |    |     |                                 |        |        |      |

Ukraina
| \| Ukraina \| Bilans występów klubu w rozgrywkach piłkarskich Ukrainy (Stan na 31 maja 2023 r.) \| \| |                                                                                   |        |       |   |   |   |    |    |     |           |        |        |      |
| Poziom                                                                                                | Rozgrywki                                                                         | Sezony | Mecze | Z | R | P | B+ | B– | Pkt | Lata      | Awanse | Spadki | Naj. |
| I | Wyszcza Liha / Premier-liha                                                       | 27     |       |   |   |   |    |    |     | od 1996   | 0      | 0      | 3    |
| II | Persza liha                                                                       | 5      |       |   |   |   |    |    |     | 1992–1996 | 1      | 0      | 1    |
| III                                                                                                   | Druha liha                                                                        | 0      |       |   |   |   |    |    |     |           | 0      | 0      |      |
| IV | Perehidna liha / Tretia liha / Amatorska liha                                     | 0      |       |   |   |   |    |    |     |           | 0      | 0      |      |
| | Puchar Ukrainy                                                                    | 31     |       |   |   |   |    |    |     | od 1992   | 0      | 0      | 1    |
| | Superpuchar Ukrainy                                                               | 1      |       |   |   |   |    |    |     | 2009      | 0      | 0      | 2    |
| Ukraina                                                                                               | Bilans występów klubu w rozgrywkach piłkarskich Ukrainy (Stan na 31 maja 2023 r.) |        |       |   |   |   |    |    |     |           |        |        |      |

## Piłkarze, trenerzy, prezydenci i właściciele klubu

### Piłkarze

#### Aktualny skład zespołu
Stan na 26.09.2023
| Nr | Poz. | Piłkarz                                      |
| -- | ---- | -------------------------------------------- |
| 4  | OB   | Ihor Perduta (wicekapitan)                   |
| 5  | OB   | Lucas Ramires                                |
| 6  | PO   | Ołeksandr Sklar                              |
| 7  | BR   | Pawło Isenko                                 |
| 9  | OB   | Wiktor Kornijenko (wyp. z Szachtara Donieck) |
| 10 | PO   | Władłen Jurczenko                            |
| 11 | NA   | Rusłan Stepaniuk                             |
| 17 | PO   | Wołodymyr Czesnakow (kapitan)                |
| 18 | OB   | Jewhen Pawluk                                |
| 20 | NA   | Thiago Cunha (wyp. z Guarani de Palhoça)     |
| 25 | OB   | Najeeb Yakubu                                |
| 27 | OB   | Illa Krupski                                 |
| 29 | OB   | Andrij Bacuła                                |
| 30 | PO   | Iwan Nesterenko                              |

| Nr | Poz. | Piłkarz                                             |
| -- | ---- | --------------------------------------------------- |
| 35 | OB   | Danyło Izotow                                       |
| 38 | PO   | Artem Czeladin                                      |
| 39 | NA   | Jarosław Riazancew                                  |
| 40 | PO   | Dmytro Czernysz                                     |
| 43 | NA   | Władysław Ostrowski (wyp. z Metalista 1925 Charków) |
| 44 | PO   | Daniił Chrypczuk                                    |
| 50 | OB   | Ibrahim Kane                                        |
| 57 | NA   | Taras Hałas                                         |
| 58 | PO   | Mykyta Odencow                                      |
| 61 | BR   | Ołeksandr Domołeha                                  |
| 74 | OB   | Tiago Santana (wyp. z Metropolitano)                |
| 77 | OB   | Ardit Toli                                          |
| 95 | OB   | Felipe Rodrigues                                    |
| 96 | BR   | Daniił Jermołow                                     |

#### Piłkarze na wypożyczeniu
| Nr | Poz. | Piłkarz                                                       |
| -- | ---- | ------------------------------------------------------------- |
|    | PO   | Artem Kułakowski (w FK Ołeksandrija do 30.06.2024)            |
|    | PO   | Ennur Totre (w KF Shkëndija do 30.06.2024)                    |
|    | PO   | Danyło Tuzenko (w Hirnyk-Sport Horiszni Pławni do 30.06.2024) |

| Nr | Poz. | Piłkarz                                        |
| -- | ---- | ---------------------------------------------- |
|    | PO   | Artem Umaneć (w Łokomotyw Kijów do 30.06.2024) |
|    | NA   | Taulant Seferi (w Baniyas do 30.06.2024)       |

### Trenerzy
- 1955–04.1955:  Kostiantyn Skrypczenko
- 04.1955–12.1956:  Anatolij Zubrycki
- 01.1957–04.1957:  Anatolij Żyhan
- 04.1957–12.1958:  Josyp Lifszyć
- 01.1959–06.1959:  Aleksandr Zagriecki
- 07.1959–24.07.1960:  Grigorij Duganow
- 24.07.1960–07.1964:  Wiktor Żylcow
- 08.1964:  Kostiantyn Skrypczenko (p.o.)
- 08.1964–07.1965:  Hryhorij Bałaba
- 07.1965–10.1965:  Kostiantyn Skrypczenko
- 01.1966–12.1966:  Wiktor Żylcow
- 01.1967–08.1967:  Wołodymyr Aksionow
- 08.1967–10.1967:  Witalij Zub
- 10.1967–08.1970:  Ołeksandr Ałpatow
- 09.1970–07.1972:  Jurij Wojnow
- 07.1972–07.1973:  Ołeksandr Ałpatow
- 07.1973–11.1974:  Wiktor Nosow
- 12.1974–05.1976:  Anatolij Witkow
- 05.1976–12.1976:  Wasyl Salkow
- 01.1977–05.1980:  Stanisław Basiuk
- 05.1980–05.1982:  Wołodymyr Aksionow
- 05.1982–11.1982:  Helij Putiewski
- 1983: klub nie istniał
- 02.1984–01.1990:  Wiktor Pożeczewski
- 01.1990–08.1990:  Hennadij Łysenczuk
- 08.1990–11.1990:  Wiktor Pożeczewski
- 01.1991–08.1991:  Władimir Chodus
- 08.1991–11.1991:  Wiktor Pożeczewski, Hennadij Slusariew, Stanisław Basiuk, Anatolij Diaczenko, Ołeh Krywenko, Serhij Łukasz
- 02.1992:  Łeonid Kołtun
- 03.1992–07.1992:  Siergiej Docenko
- 07.1992–07.1993:  Vladimir Brukhti
- 07.1993–11.1993:  Wiktor Masłow
- 01.1994–06.1998:  Wiktor Pożeczewski
- 06.1998–08.1998:  Ołeksandr Dowbij
- 08.1998–10.1998:  Serhij Sobecki i Iwan Szarij
- 10.1998–08.2000:  Anatolij Końkow
- 08.2000–06.2001:  Serhij Morozow
- 07.2001–08.2003:  Andrij Bal
- 08.2003:  Ołeh Morhun (p.o.)
- 08.2003–10.2003:  Oleg Dołmatow
- 10.2003–12.2003:  Ołeh Morhun (p.o.)
- 12.2004–07.2004:  Wołodymyr Łozynski
- 07.2004–06.2005:  Wołodymyr Muntian
- 06.2005–07.2007:  Wiktor Nosow
- 07.2007–12.2007:  Anatolij Momot (p.o.)
- 12.2007–29.05.2012:  Mykoła Pawłow
- 07.06.2012–15.08.2012:  Wadym Jewtuszenko
- 18.08.2012–11.06.2013:  Serhij Swystun (p.o.)
- 12.06.2013–04.07.2013:  Wasyl Saczko
- 04.07.2013–23.11.2013:  Anatolij Momot (p.o.)
- 23.11.2013–27.03.2019:  Wasyl Saczko
- 28.03.2019–14.11.2019:  Witalij Kosowski (p.o.)
- 15.11.2019–31.05.2022:  Jurij Maksymow
- 01.07.2022–...:  Wiktor Skrypnyk

## Struktura klubu

### Stadion
Od czasu swojego założenia klub rozgrywa swoje mecze domowe na stadionie Worskła im. Butowskiego (wcześniej do 1990 roku nazywał się Urożaj, Kołhospnyk i Kołos). Po ostatniej rekonstrukcji 2000 może pomieścić 24 795 widzów i ma wymiary 104 × 68 metrów.

## Kibice i rywalizacja z innymi klubami

### Derby
- Metalist Charków
- Karpaty Lwów
- Dynamo Kijów
- FK Dnipro
- Zoria Ługańsk
- Obołoń Kijów